# Каменка (Атюр'євський район)
Ка́менка (рос. Каменка, ерз. Каменка) — село у складі Атюр'євського району Мордовії, Росія. Входить до складу Атюр'євського сільського поселення.
Населення — 318 осіб (2010; 328 у 2002).
Національний склад станом на 2002 рік:
- мордва — 42 %
- росіяни — 41 %